# هاینتس مایر
هاینتس مایر (انگلیسی: Heinz Mayr؛ زادهٔ ۲۰ اکتبر ۱۹۳۵) ورزشکار رشته پیاده‌روی سرعت اهل آلمان است که در رقابت‌های المپیک تابستانی ۱۹۷۲ شرکت کرد. او عضو باشگاه آینتراخت براونشوایگ و باشگاه وولفسبورگ بود.
| سال                       | مسابقه                    | محل برگزاری               | مقام                      | رویداد                    | توضیحات                   |
| به نمایندگی از آلمان غربی | به نمایندگی از آلمان غربی | به نمایندگی از آلمان غربی | به نمایندگی از آلمان غربی | به نمایندگی از آلمان غربی | به نمایندگی از آلمان غربی |
| ------------------------- | ------------------------- | ------------------------- | ------------------------- | ------------------------- | ------------------------- |
| ۱۹۷۰                      | World Race Walking Cup    | اشبورن، آلمان غربی        | نوزدهم                    | ۲۰ کیلومتر                | ۱:۳۴:۵۵                   |
| ۱۹۷۲                      | المپیک تابستانی           | مونیخ، آلمان غربی         | سیزدهم                    | ۲۰ کیلومتر                | ۱:۳۳:۱۳٫۸                 |
| ۱۹۷۳                      | World Race Walking Cup    | لوگنو، سوئیس              | —                         | ۲۰ کیلومتر                | DQ                        |
| ۱۹۷۵                      | World Race Walking Cup    | لو گراند کویی، فرانسه     | بیست‌و‌چهارم                | 20 km                     | ۱:۳۳:۴۰                   |